# Frederick Newton Williams
Frederick Newton Williams (* 19. März 1862 in Brentford, Middlesex; † 6. Mai 1923 in Isleworth) war ein britischer Botaniker. Sein offizielles botanisches Autorenkürzel lautet „F.N.Williams“.

## Leben
Williams war der Sohn eines Arztes, der in Brentford praktizierte. Er besuchte zunächst das Edward Bancroft's Hospital in London und erhielt dann eine medizinische Ausbildung am St Thomas’ Hospital. Mit den Abschlüssen LRCP (Licentiate of the Royal College of Physicians) und LSA (Licentiate of the Society of Apothecaries) kehrte er nach Brentford zurück und übernahm die Praxis seines Vaters. Während ihm die praktische Tätigkeit als Mediziner wenig zusagte, interessierte er sich sehr für Fortschritte in der Medizin und Chirurgie und besuchte häufig auswärtige Kongresse. 1884 wurde er ein Fellow der Linnean Society of London, bei deren Veranstaltungen er als Sprecher auftrat und in deren Publikationen seine Beiträge erschienen.
Sein Interesse an der Botanik wurde während des Medizinstudiums geweckt. Diesbezügliche Erkenntnisse gewann er vor allem anhand von Exemplaren aus Herbarien wie die des British Museums und Kew Gardens, er betrieb kaum Feldstudien und legte keine eigenen Sammlungen an. Ein Schwerpunkt seiner Forschung lag auf dem Gebiet der Nelkengewächse. Er veröffentlichte Erstbeschreibungen einiger Arten (u. a. Dianthus algetanus). Der lange Zeit in seiner Nachbarschaft lebende Botaniker James Britten stufte Williams’ Ansichten als individuell, ja sogar anarchisch ein, er respektiere keine Konventionen. Dies könne einer der Gründe dafür gewesen sein, dass Williams’ wichtigster Beitrag zur Botanik, das zehnteilige Prodromus florae britannicae, vergleichsweise unbeachtet blieb.
Williams starb 1923 an einem Herzinfarkt im West Middlesex Hospital in Isleworth und wurde auf dem New Brentford Cemetery in Heston beerdigt.

## Werke
- Notes on the Pinks of Western Europe. In: Nature. Band 41, Nr. 1048, S. 78–78, doi:10.1038/041078d0.Notes on the Pinks of Western Europe. 1889.
- Prodromus florae britannicae. 10. Teile, 1901–1912, OCLC 896139658.
- Art and Manual Training in the High School. In: The Elementary School Teacher. Band 4, Nr. 7. The University of Chicago Press, März 1904, ISSN 1545-5858, S. 507–509, doi:10.1086/453358.